# Nick Kellogg
Nick Kellogg (Westerville, 11 dicembre 1991) è un ex cestista statunitense.